# 2008年中国雪灾
2008年中國雪災（2008年中国南方雪灾）是指自2008年1月10日起在中国发生的大范围低温、雨雪、冰冻等自然灾害。中国的上海、江苏、浙江、安徽、江西、河南、湖北、湖南、广东、广西、重庆、四川、贵州、云南、陕西、甘肃、青海、宁夏、新疆等20个省（区、市）均不同程度受到低温、雨雪、冰冻灾害影响。截至2月24日，因灾死亡129人，失踪4人，紧急转移安置166万人；农作物受灾面积1.78亿亩，成灾8764万亩，绝收2536万亩；倒塌房屋48.5万间，损坏房屋168.6万间；因灾直接经济损失1516.5亿元人民币。森林受损面积近2.79亿亩，3万只国家重点保护野生动物在雪灾中冻死或冻伤；受灾人口已超过1亿。其中安徽、江西、湖北、湖南、广西、四川和贵州等7个省份受灾最为严重。
暴风雪造成多处铁路、公路、民航交通中断。由於正逢春运期间，大量旅客滞留站场港埠。另外，电力受損、煤炭运输受阻，不少地区用电中断，电信、通讯、供水、取暖均受到不同程度影响，某些重灾区甚至面临断粮危险。而融雪流入海中，對海洋生態亦造成浩劫。臺灣海峽即傳出大量魚群暴斃事件。

## 成因

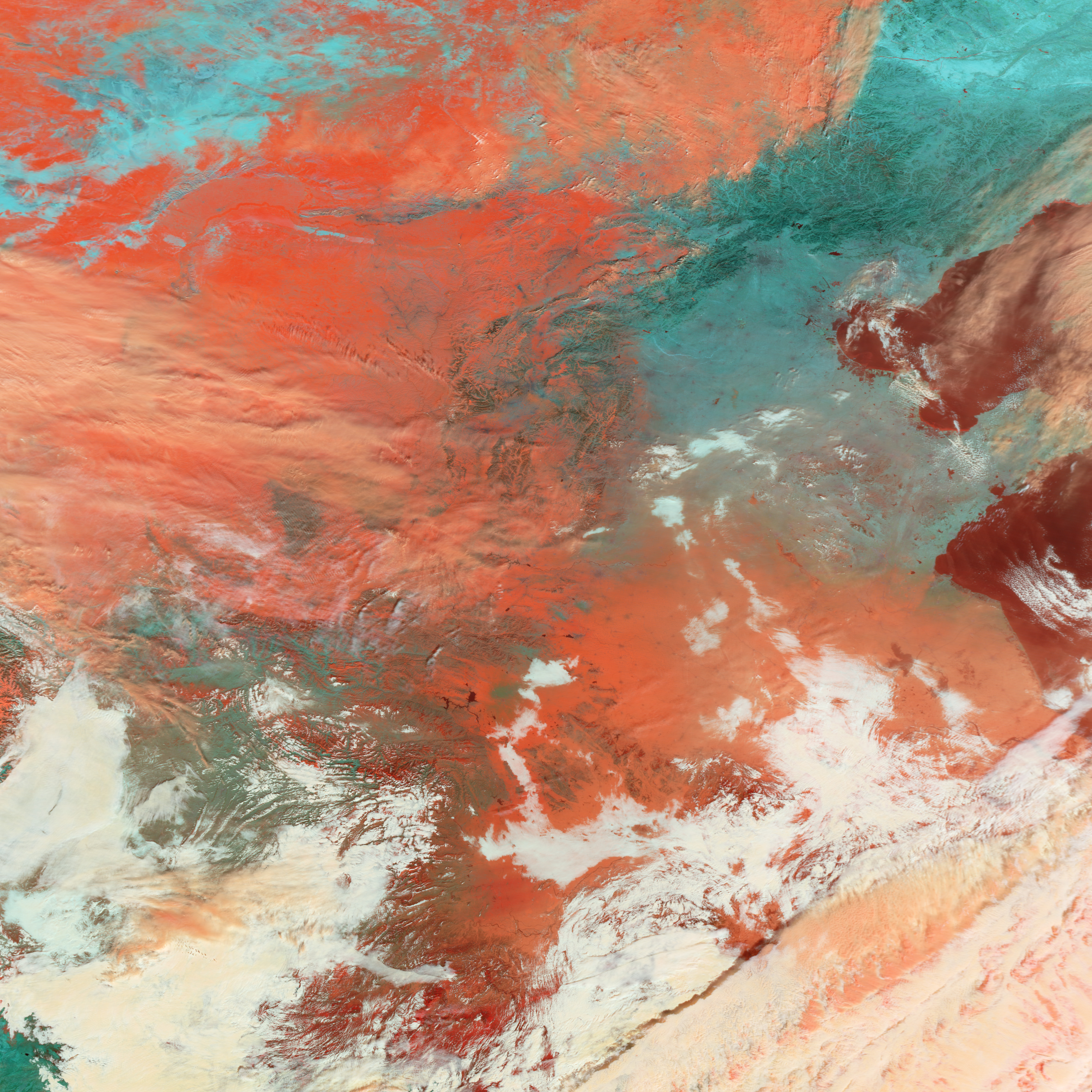
图中红色为降雪地区

中国国家气象部门的专家指出，这次大范围的雨雪过程应归因于与拉尼娜（反聖嬰）現象有关的大气环流异常：环流自1月起长期经向分布使冷空气活动频繁，同时副热带高压偏强、南支槽活跃，源自南方的暖湿空气与北方的冷空气在长江中下游地区交汇，形成强烈降水。大气环流的稳定使雨雪天气持续，最终酿成这次雪灾。
氣象專家表示，華南地區持續低溫，與拉尼娜現象及異常大氣環流有密切相關。专家指，處於中高緯度的歐亞地區，高空出现了一個阻塞高氣壓并长期持续，极涡在西伯利亚停留不動，導致北方冷空氣連續不斷入侵中國。在冷空氣來襲的同時，來自印度洋与西太平洋的暖濕空氣又源源不斷向華南地區輸送，冷暖氣流在西南、江汉、華南、江南、江淮一帶交匯，導致罕見的長時間、兼大範圍低溫雨雪冰冻天气。不過，專家強調，中國遭罕見冰雪災害天氣是多種因素造成，拉尼娜不是唯一禍因。

## 灾情

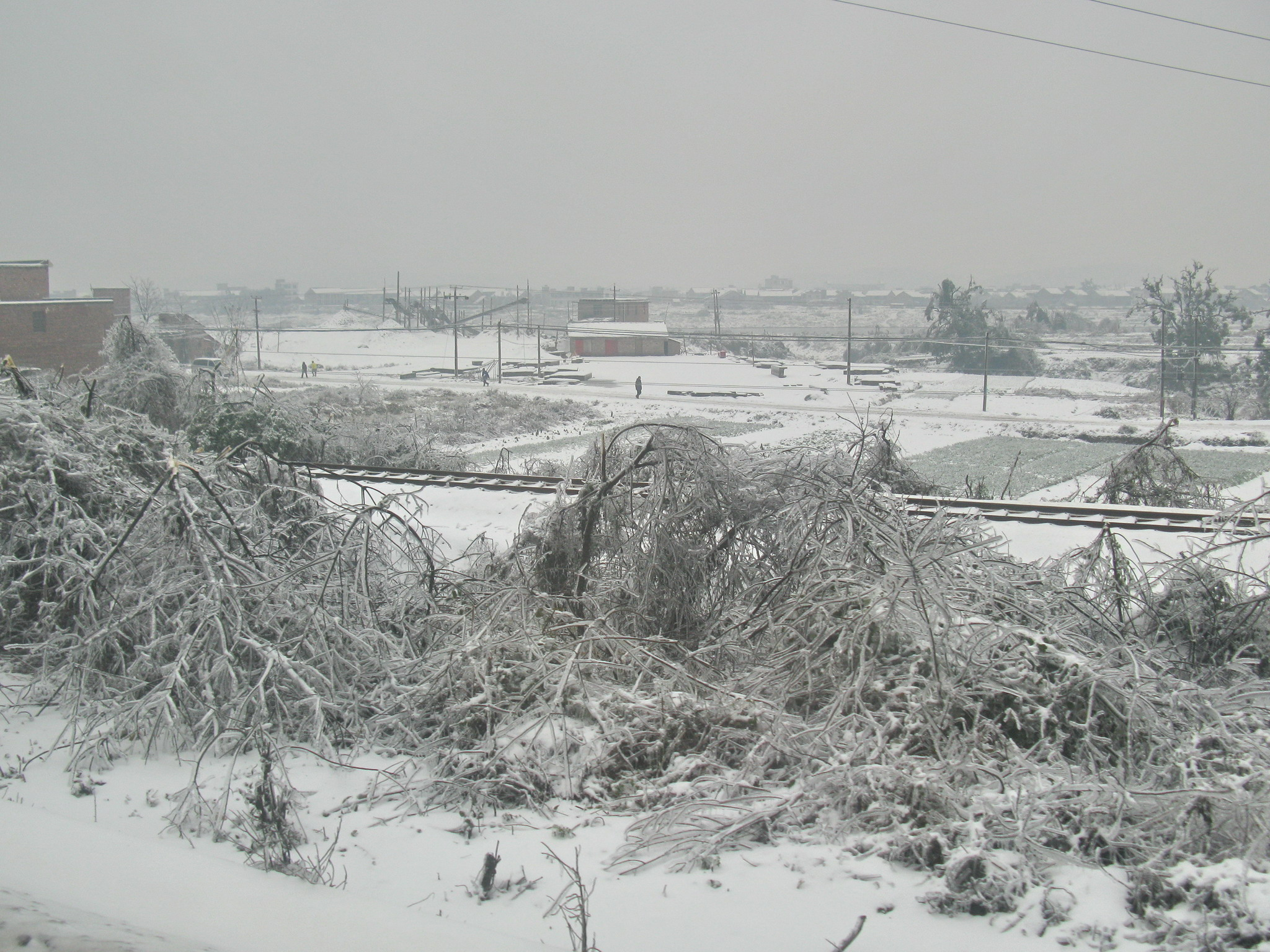
2008年1月大雪後的湖南省耒陽市市郊

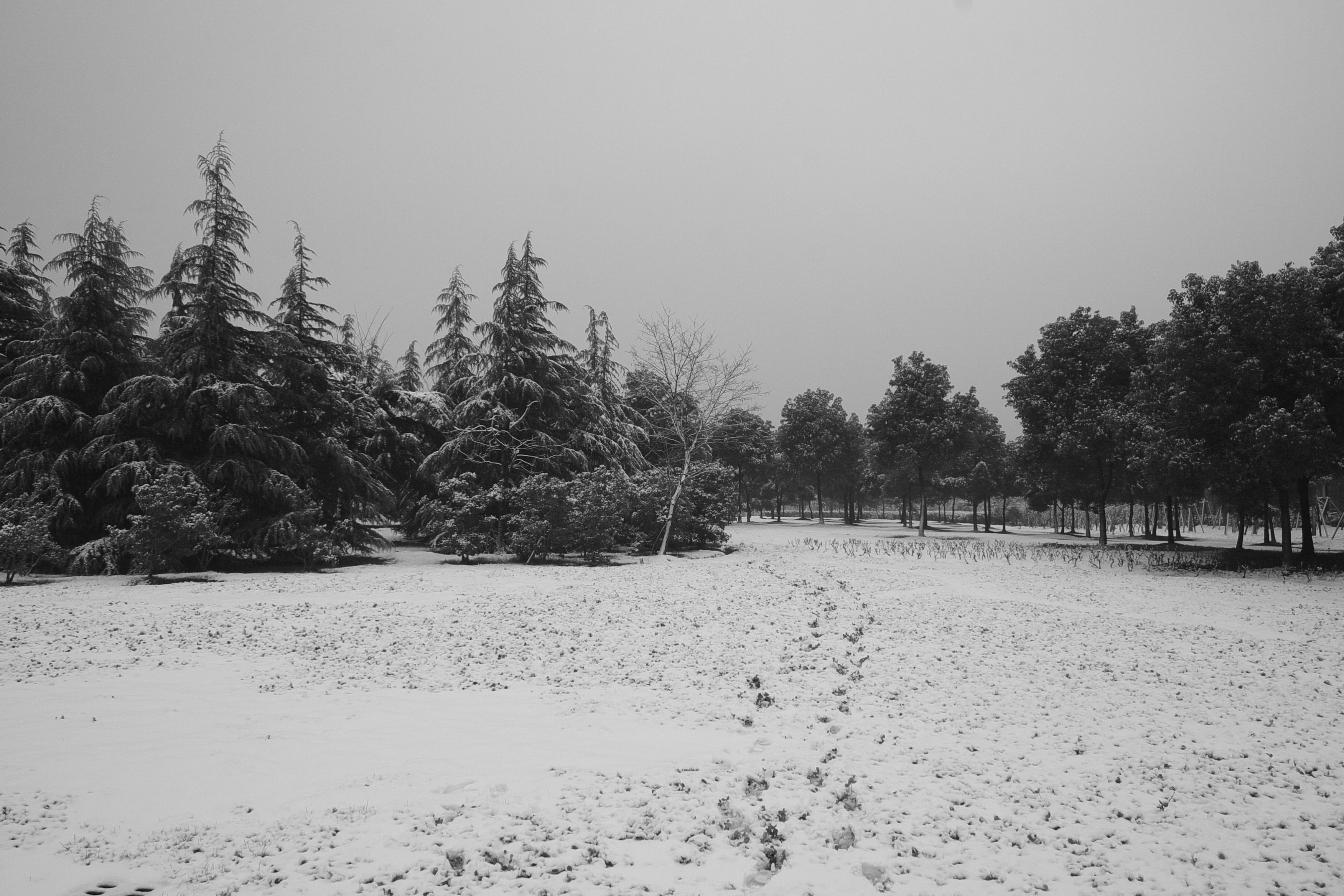
2008年上海的大雪

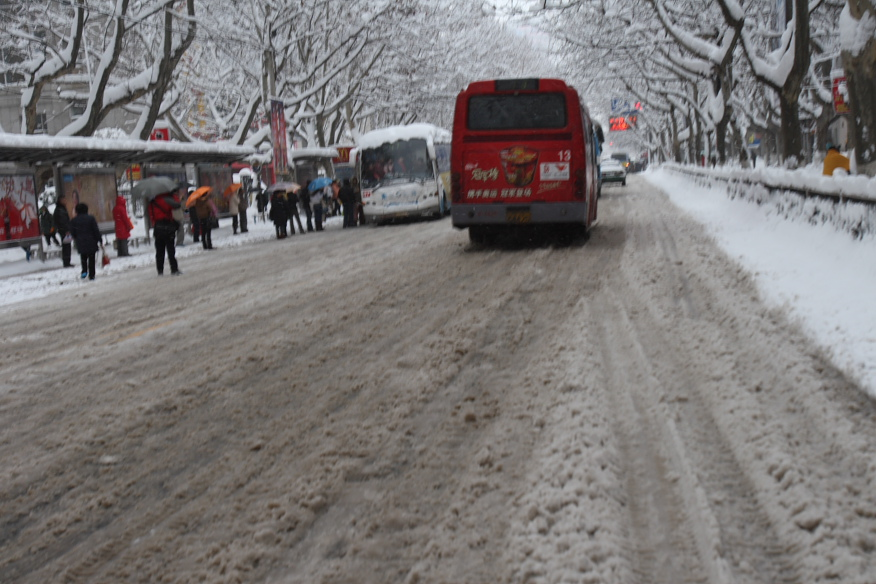
2008年1月28日，大雪后的南京市区路面

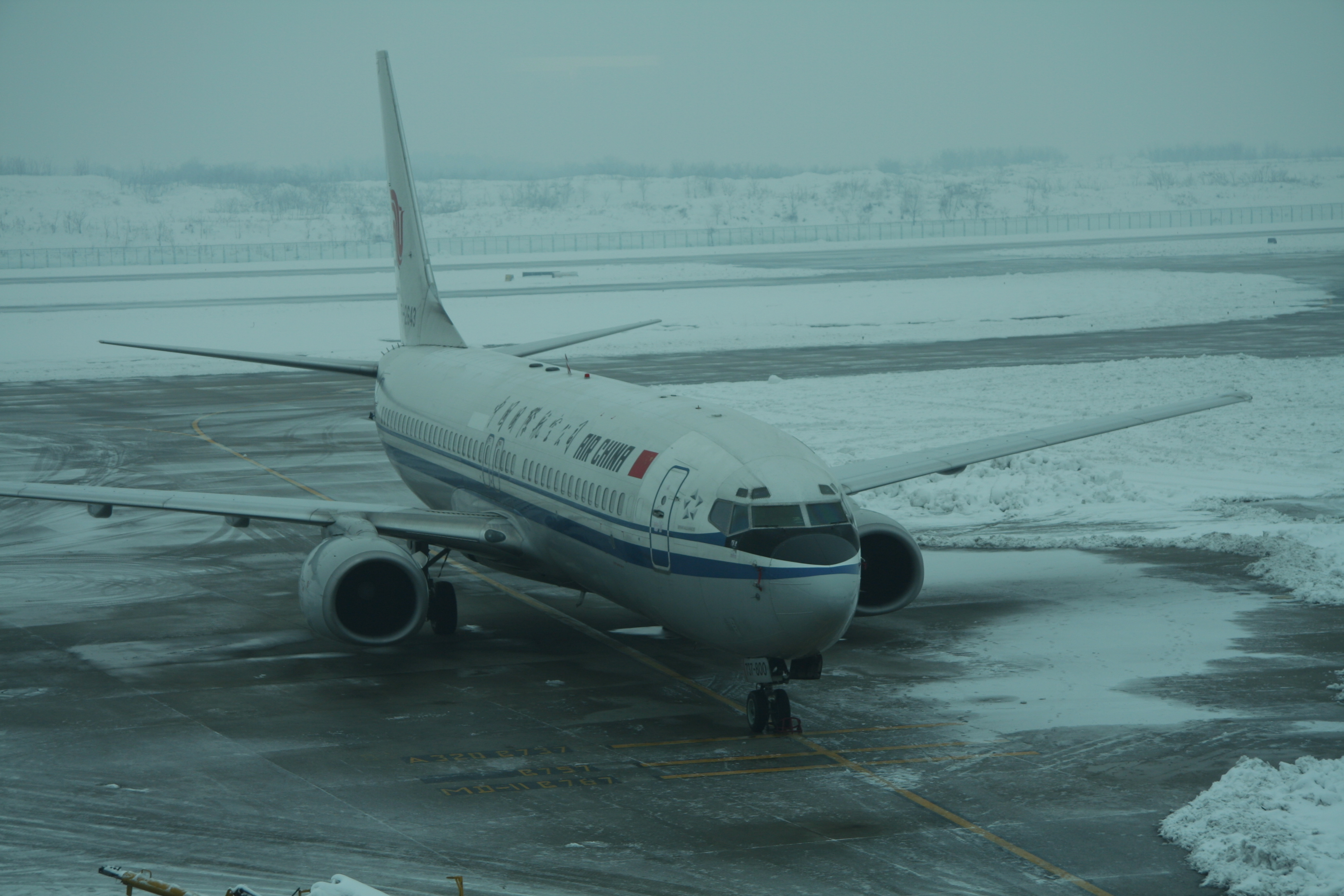
很多飛機因跑道積雪及冰封或天氣惡劣未能起降

起初，受到雪灾影響的省份包括湖南、安徽、湖北、貴州；後來在河南、江西、重慶、四川、陝西、甘肅、新疆、江蘇、浙江、山東及廣西也受到影響。1月28日後，中國西部的雲南和青海亦有雪災的報告。积雪覆盖面积达128.21万平方公里，安徽中部、江苏南部出现了30~45厘米的积雪。

### 伤亡事故
据民政部统计，截至2月24日，中国这次雪灾已造成129人死亡。
- 1月26日，3名電力職工在长沙电厂至沙坪变电站的500千伏线路電塔上人工除冰时，因线路覆冰太厚、铁塔不堪重负从50餘米高空坠地，導致周景华当场殉职，罗海文、罗长明被紧急送往医院后抢救不治身亡。
- 1月29日，在贵州省贵遵高速公路一辆大客车因路面结冰打滑翻下山，事件導致车上25人死亡，14人受伤[13]。
- 2月1日晚，一名湖北籍女民工李红霞在廣州火車站廣場外被人群推倒踩踏，至次日伤重不治。[14]

### 电力中断
中國大陆用電以煤炭發電为主，但因雪災而封路，令煤炭等燃料運輸不便；在寒冷天氣及惡劣天氣情況下，能源供應及需求緊張，部分發電機組被迫停產；另外大量線塔因覆冰太厚，不堪重負而倒塌，导致17個省區出現拉閘限電現象，部分地區供電系統癱瘓。湖南郴州自1月24日起断水断电。贵州多个县市电力中断。
尤其是贵州省，电力危机持续升级。在1月29日晚，贵州省大面积停电应急指挥部宣布该省进入大面积一级停电事件应急状态。其后，贵州省委不得不点着蜡烛开会。有省委人士证明，省委大院用电是在1月30日上午，从其他线路调剂电力才得以恢复的。

### 交通受阻
由於接近春节，大批外地民工返回家鄉以致大批旅客等候，但雪灾也导致连接南北的鐵路大動脈京广铁路湖南段的电气化接触网受损，期间无法开行电气化列车，引致多班列车取消，运行中的列车也不得不用柴油機車（甚至是调车机车）摆渡牵引。京珠高速公路湖南段因路面积雪、结冰而封闭，数万车辆滞留。长江流域多城市机场因积雪被迫关闭，大量航班取消、延误。
- 1月24日，T236/237、T238/235次列车在湖南省、广东省境内遭遇雪灾，因为冰雪压塌电网，由电力机车牵引的列车无法前行，T236/237、T238/235次列车先后有5组25K型车体在运行途中相继受阻，到1月31日，晚点时间最长的76小时，最短的14小时。其中，1月24日发出的T238次列车，至1月31日早8时08分返抵哈尔滨站，晚点73小时28分[20][21]。
- 1月24日，由长春客运段第二包乘组担当的使用25K型车体的T122/123、T124/121次列车在湖南省、广东省境内遭遇雪灾，因为冰雪压塌电网，由电力机车牵引的列车无法前行，曾先后四次长时间停车，其中包括在湖南省越江站停车11小时45分钟、在湖南境内七斗冲站停车约10小时以及在广东省境内的安口站停车21小时。期间列车上的餐料、饮用水等物资几乎全部耗尽，工作人员在临时停车期间八次外出采购食物和燃料，以保证旅客顺利抵达目的地。1月31日清晨7点25分，T124次列车在往返耗时6天7夜、共计晚点72小时后平安返抵长春站，成为因雨雪冰冻自然灾害造成晚点的列车中晚点时间最长的列车[22][23][24]。
- 廣州火車站，有近50萬人滯留在火車站廣場及周边地方。由于滞留人数众多及时间过长，旅客情绪一度不稳定，曾发生骚动、人踩踏人的事件。
- 上海市全部火車站停止長途班車售票，只辦退票[25]。
- 上海虹橋國際機場及浦東國際機場曾經關閉，春運受阻[26]。
- 湖南超過3000萬人受災，近10萬名旅客在長沙火車站滯留等候。
- 貫通中國南北的大動脈京珠高速公路湖南路段路面被冰封蓋，車輛滯留在湖南路段高達1萬輛[27]。

### 物價上漲
受降雪天气影响，不少地区食品供应紧张、价格大幅上涨。灾害影响下，全国大面积交通陷于瘫痪，许多企业停产，加上美国次贷危机，投资者担心中国经济受到影响，沪、深两市均大幅下挫。
另一方面，在廣州火車站的等候的旅客過多，而且連續幾天均沒有進食，以致附近的商戶借機大幅提高價格；後來，中央人民政府下達指令不容許提高合理價格，廣州市政府隨即進行檢查有關的商戶，至1月31日為止，合共有七間商戶大幅提高價格。

### 供水中断
由于持续低温影响，武汉、荆州、宜昌等多个地方的用水管道发生冻裂，导致居民遭遇用水困难，严重影响居民生活。

### 灾区外影响
融解的雪水流入海洋，在陸上之外也傳出災情。2月8日（大年初二）開始臺灣海峽澎湖群島陸續傳出大量魚群暴斃，計有58科、183種魚類受害，甚至包括許多新品種。養殖類死魚則約1500噸，損失約新台幣1.8億。據海洋專家探查發現，沿岸魚屍積如小丘、海底亦遍布魚屍。水深20米內海域「無脊椎動物全部無法倖免」。此外，廣東省及香港的養魚戶亦受到海水變冷的影響而使養殖魚大量死亡。

## 各方反应

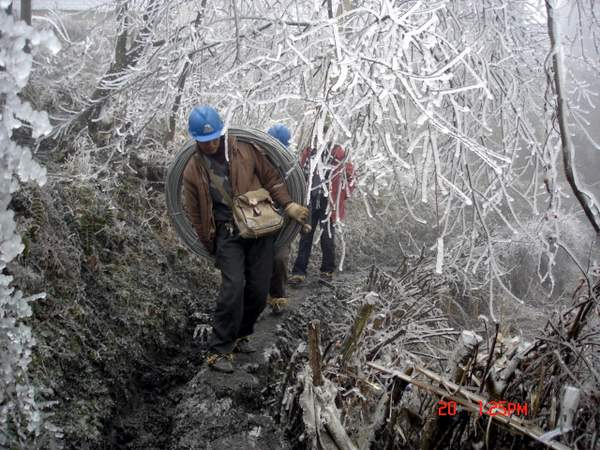
2008年1月的电力工作者

### 政府应对措施
- 國務院總理溫家寶在1月29日由北京坐火車到湖南長沙，探望滯留於長沙火車站的旅客[36]，隨後立即前往廣州；在1月30日早上八時到廣州火車站探望數以十萬計被滯留的旅客。

- 中共中央總書記、国家主席、中央军委主席胡錦濤在1月29日，主持召開中共中央政治局會議，聽取雨、雪、冰災的災情[37]。1月31日到山西、河北視察铁路、港口、煤礦，要求在安全生產的情況下盡量產出更多的煤，提高电煤装卸效率，尤其要优先抢运告急电厂用煤，为保障电力正常供应[38]。

- 中華人民共和國民政部和中華人民共和國財政部共累計撥款1.26億元人民幣到災區應急，主要是湖南、湖北、貴州、廣西、江西及安徽六個省區。

- 中國人民解放軍出兵超过20万人次参与抗冰救灾[39]。

- 为疏散滞留在广州火车站的旅客，广东省政府呼吁外来工今年留在广东过年，免费接送外来工返回原务工地点。广州将在火车站周边广交会流花、琶州展馆、剧院、学校设置临时安置点，给滞留旅客在室内候车。

- 由於要面對另一場的風雪出現，中國人民解放軍出動了3000名軍民在南京長江大橋守候，隨時清除路上的風雪，盡量達致交通暢通[31]。

- 胡錦濤在2月5日－6日亲赴广西壮族自治区受灾最重的桂林市考察，同一时间，中國國務院總理溫家寶在贵州省受灾最重的贵州山区考察。[40]

### 赈灾活动
- 截至2月21日，民政部、中国红十字会、中华慈善总会及湖南、贵州、江西、安徽、湖北、广西、浙江、四川等重灾省（区）接收救灾捐赠款物15.3亿元人民币。[41]
- 中国扶贫基金会启动捐赠计划──“有你，这个冬天不会冷——南方雪灾灾区救援行动”[42]

### 各国政府反应
中國紅十字會接收了6千萬元人民幣的捐款，以及捐助的食物、藥物、毛氈、外衣及帳蓬。另外，在世界各地亦有各種賬災義演，為受影響地區籌款。此外，下列各國亦有為災情提供金錢上的援助：
- 蒙古国政府向災區提供總值4.3萬美元的物資援助[44]
- 新加坡政府2008年2月4日，通过中國外交部向灾区提供50万美元紧急援助[45]
- 叙利亚政府亦向中國捐出10萬美元的緊急援助[46]
- 美国政府亦通過紅十字會向灾区提供15万美元的紧急援助[47]
- 马来西亚政府通过中国驻马使馆捐款100万美元支持中国抗雪救灾[48]

## 批评

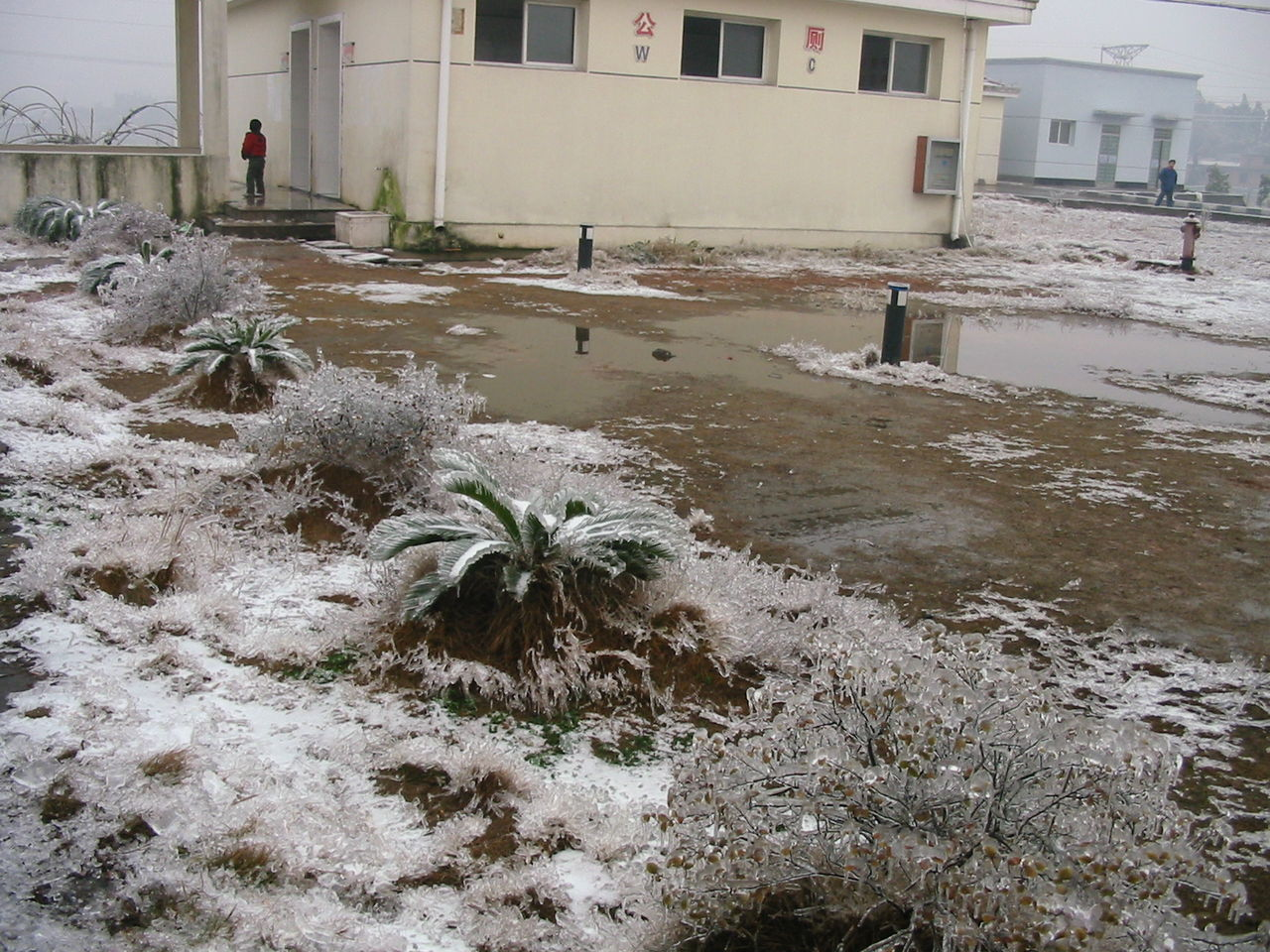
植物因为霜冻而结冰

1月31日，有自称广州大学生志愿者的网友在天涯论坛撰文指出广州火车站相关救助不利，相关公职人员消极怠工，扣留救灾物资不予发放，浪费粮食，警察整天“聊天、吃烧鹅、睡觉、看报纸”。后此帖被天涯论坛管理员查证发贴者IP不在广州，故而删除。

### 安排失當
在雪灾初期，湖南正在召开人民代表大会与政治协商会议，该省大部分主要地方官员都集中在省会长沙参加会议。等到两会结束时，进出长沙的交通几乎都被雪灾阻断，导致这些地方官员被困在长沙，无法回到任职地区指挥抗灾。这在某种程度上使得湖南成为了此次雪灾受灾最严重的省份。
這次雪災，亦暴露了上海市及長三角地區在應付突發事件時未有廣東省及珠三角的經驗豐富。在火車因為交通阻塞而引起民眾不滿時，電視觀眾最先看到的解決辦法，先有廣鐵集團的員工在車站派發瓶裝水及餅乾，然後到廣州市開放廣州火車站附近的交易所作臨時避寒中心；但對於上海方面，公安人員由於未能控制心急的乘客而與乘客爆發肢體衝突。
都市日報指出，這次雪災有不少候車旅客都是港商在廣東省開設廠房所聘請的民工，所以廣州市政府曾透過人大要求港商開放廠房予民工避寒，以減輕火車站的人流及壓力。

### 政策失當
國務院成立後仿效蘇聯社會主義，採取共產城市的體系建造集中式供暖，並曾在1950年代作出規定，因淮河以南的地區氣候比北方溫暖，民居内不必安裝暖氣
，但當時計劃經濟趕不上變化，未曾設想過地球將會面對氣候變化的未來，今次的雪災的受災地區正是長江以南的地區，導致災情严重。时任中国气象局局长郑国光在2月4日承认，未对可能出现的灾害有足够的估计。
据西安晚报报道，宝鸡市供电局於1970年代，自主研发并实施了“带负荷融化线路覆冰技术”，可以在不断电的情况下利用可调节的输电线路发热溶化输电线路上的冰雪，该技术在这次雪灾中保护当地输电线路免受伤害，是全国唯一的带负荷融冰技术。有网友指出如果及早推广这一技术，可以避免南方大面积断电和电力部门员工人工除冰过程中的人员伤亡。同年，国家电网投资100亿实施技术改造，从防冰、抗冰、融冰、除冰四个方面对线路的防冰能力进行提升。

## 後續發展
有評論指，這次中國雪災其實只是全球寒潮的一部份。根據過往在1918年及1968年的經驗，大規模的病毒擴散往往和氣候的轉變或異常有著密切的關係，而在寒潮過後往往伴隨着流感爆發。因此，這次寒潮過後，很可能又會帶來新一輪的大型流感潮，特別是世界各地在這段時間正好發現一些新種和抗藥性的流感病毒，例如：香港大學醫學院在香港多家老人院發現新品種的抗藥性金黃葡萄球菌HKU-50。因此，有關方面應該及早作出預防。

## 文藝作品
- 電影《冰雪11天》（2012）

## 相似事件
2024年1月31日至2月5日，受南北支槽同位相叠加影响，暖湿气流大量北上，造成大范围持续性低温雨雪冰冻天气。此次雨雪冰冻天气过程被中国气象局定性为自2009年以来最强，具有“持续时间长、雨雪范围广，降水相态复杂、冻雨省份多，雨雪强度大、局地降水量有一定极端性，过程积雪深度深“等特点，中国大陆受灾面积超250万平方公里。不过该次雨雪冰冻天气过程仍远不能与2008年雪灾相提并论，尤其是长江以南地区以降雨为主，基本未受低温冰冻影响。